# Wiktor Semjonowitsch Iwanow
Wiktor Semjonowitsch Iwanow (russisch Виктор Семёнович Иванов; * 11. November 1909 in Moskau; † 26. November 1968 in Moskau) war ein sowjetischer Plakatkünstler.
Wiktor Iwanow absolvierte seine Ausbildung bis 1929 an der Moskauer Kunstfachschule und am D.N. Kardowski-Studio. Ab 1938 nahm er an Ausstellungen teil. Von 1933 bis 1941 entwarf er zudem Filmkulissen (z. B. für Lenin 1918). Während des Zweiten Weltkriegs schuf Iwanow zahlreiche Propagandaplakate. 1946 und 1949 wurde ihm der Staatspreis der UdSSR verliehen.